# Anke Betz
Anke Betz (* 18. Mai 1940, geborene Anke Witten) ist eine ehemalige deutsche Badmintonspielerin.

## Karriere
Anke Betz gewann mehrfach die Austrian International und war auch bei den Czechoslovakian International erfolgreich. Mit dem MTV München von 1879 gewann sie vier Deutsche Mannschaftsmeisterschaften. In den Einzeldisziplinen wurde sie zweimal deutsche Meisterin und gewann mehrfach Silber und Bronze.

## Sportliche Erfolge
| Saison    | Veranstaltung                                      | Disziplin   | Platz | Name |
| --------- | -------------------------------------------------- | ----------- | ----- | --- |
| 1957      | Schleswig-Holsteinische Einzelmeisterschaft Jugend | Mixed       | 1     | Anke Witten / Otto Hansen (Kieler BC) |
| 1962/1963 | Deutsche Einzelmeisterschaft                       | Damendoppel | 3     | Anke Witten / Ursula Verhoefen (MTV München 1879)                                                                                         |
| 1962/1963 | Deutsche Einzelmeisterschaft                       | Mixed       | 1     | Günter Ledderhos / Anke Witten (MTV München 1879)                                                                                         |
| 1962/1963 | Deutsche Mannschaftsmeisterschaft                  | Mannschaft  | 2     | MTV München 1879 (Franz Beinvogl, Günter Ledderhos, Siegfried Betz, Rupert Liebl, Ursula Verhoefen, Anke Witten)                          |
| 1962/1963 | Süddeutsche Einzelmeisterschaft                    | Damendoppel | 1     | Ursula Verhoefen / Anke Witten (MTV München 1879)                                                                                         |
| 1962/1963 | Süddeutsche Einzelmeisterschaft                    | Mixed       | 1     | Günter Ledderhos / Anke Witten (MTV München 1879)                                                                                         |
| 1963/1964 | Süddeutsche Einzelmeisterschaft                    | Mixed       | 1     | Liebl / Anke Witten (MTV München 1879) |
| 1963/1964 | Deutsche Einzelmeisterschaft                       | Mixed       | 2     | Rupert Liebl / Anke Witten (MTV München 1879)                                                                                             |
| 1963/1964 | Deutsche Mannschaftsmeisterschaft                  | Mannschaft  | 1     | MTV München 1879 (Franz Beinvogl, Günter Ledderhos, Siegfried Betz, Rupert Liebl, Ursula Verhoefen, Anke Witten)                          |
| 1963/1964 | Süddeutsche Einzelmeisterschaft                    | Damendoppel | 1     | Anke Witten / Bichler (MTV München 1879)                                                                                                  |
| 1964/1965 | Deutsche Einzelmeisterschaft                       | Mixed       | 1     | Siegfried Betz / Anke Witten (MTV München 1879)                                                                                           |
| 1964/1965 | Deutsche Einzelmeisterschaft                       | Damendoppel | 2     | Anke Witten-Betz / Ursula Verhoefen (MTV München 1879)                                                                                    |
| 1964/1965 | Deutsche Mannschaftsmeisterschaft                  | Mannschaft  | 1     | MTV München 1879 (Franz Beinvogl, Siegfried Betz, Erich Eikelkamp, Günter Ledderhos, Ursula Verhoefen, Anke Witten)                       |
| 1964/1965 | Süddeutsche Einzelmeisterschaft                    | Damendoppel | 1     | Ursula Verhoefen / Anke Witten (MTV München 1879)                                                                                         |
| 1964/1965 | Süddeutsche Einzelmeisterschaft                    | Mixed       | 1     | Betz / Anke Witten (MTV München 1879) |
| 1965/1966 | Deutsche Einzelmeisterschaft                       | Mixed       | 2     | Siegfried Betz / Anke Witten (MTV München 1879)                                                                                           |
| 1965/1966 | Deutsche Mannschaftsmeisterschaft                  | Mannschaft  | 1     | MTV München 1879 (Franz Beinvogl, Siegfried Betz, Rupert Liebl, Erich Eikelkamp, Heidi Menacher, Anke Witten)                             |
| 1965/1966 | Deutsche Einzelmeisterschaft                       | Damendoppel | 3     | Heidi Menacher / Anke Witten (MTV München 1879)                                                                                           |
| 1965/1966 | Süddeutsche Einzelmeisterschaft                    | Mixed       | 1     | Siegfried Betz / Anke Witten (MTV München 1879)                                                                                           |
| 1966/1967 | Deutsche Mannschaftsmeisterschaft                  | Mannschaft  | 1     | MTV München 1879 (Franz Beinvogl, Siegfried Betz, Erich Eikelkamp, Rupert Liebl, Hans Sandager, Anke Witten, Lydia Ledderhos, Inge Mönch) |
| 1966/1967 | Deutsche Einzelmeisterschaft                       | Mixed       | 3     | Siegfried Betz / Anke Witten (MTV München 1879)                                                                                           |
| 1966/1967 | Süddeutsche Einzelmeisterschaft                    | Mixed       | 1     | Siegfried Betz / Anke Witten (MTV München 1879)                                                                                           |
| 1967      | Austrian International                             | Mixed       | 1     | Siegfried Betz / Anke Witten |
| 1967/1968 | Süddeutsche Einzelmeisterschaft                    | Dameneinzel | 1     | Anke Witten (MTV München 1879) |
| 1967/1968 | Deutsche Einzelmeisterschaft                       | Damendoppel | 3     | Lore Hawig / Anke Witten (Siegburger SV 04 / MTV München 1879)                                                                            |
| 1967/1968 | Deutsche Einzelmeisterschaft                       | Mixed       | 2     | Siegfried Betz / Anke Witten-Betz (MTV München 1879)                                                                                      |
| 1967/1968 | Deutsche Mannschaftsmeisterschaft                  | Mannschaft  | 2     | MTV München 1879 (Franz Beinvogl, Siegfried Betz, Erich Eikelkamp, Rupert Liebl, Anke Witten, Heidi Menacher)                             |
| 1968/1969 | Deutsche Einzelmeisterschaft                       | Mixed       | 2     | Siegfried Betz / Anke Witten-Betz (MTV München 1879)                                                                                      |
| 1968/1969 | Süddeutsche Einzelmeisterschaft                    | Dameneinzel | 1     | Anke Witten (MTV München 1879) |
| 1969/1970 | Süddeutsche Einzelmeisterschaft                    | Damendoppel | 1     | Anke Betz / Mönch (MTV München 1879) |
| 1969/1970 | Süddeutsche Einzelmeisterschaft                    | Dameneinzel | 1     | Anke Betz (MTV München 1879) |
| 1969/1970 | Bayerische Einzelmeisterschaft                     | Dameneinzel | 1     | Anke Betz (MTV München 1879) |
| 1970/1971 | Süddeutsche Einzelmeisterschaft                    | Damendoppel | 1     | Anke Betz / Mönch (MTV München 1879) |
| 1970/1971 | Bayerische Einzelmeisterschaft                     | Dameneinzel | 1     | Anke Betz (MTV München 1879) |
| 1971      | Austrian International                             | Mixed       | 1     | Siegfried Betz / Anke Betz |
| 1971/1972 | Süddeutsche Einzelmeisterschaft                    | Damendoppel | 1     | Anke Betz / Mönch (MTV München 1879) |
| 1971/1972 | Bayerische Einzelmeisterschaft                     | Dameneinzel | 1     | Anke Betz (MTV München 1879) |
| 1971/1972 | Süddeutsche Einzelmeisterschaft                    | Dameneinzel | 1     | Anke Betz (MTV München 1879) |
| 1971/1972 | Süddeutsche Einzelmeisterschaft                    | Mixed       | 1     | Betz / Anke Betz (MTV München 1879) |
| 1972/1973 | Süddeutsche Einzelmeisterschaft                    | Dameneinzel | 1     | Anke Betz (MTV München 1879) |
| 1972/1973 | Deutsche Einzelmeisterschaft                       | Mixed       | 2     | Karl-Heinz Garbers / Anke Betz (1. BV Mülheim / MTV 1879 München)                                                                         |
| 1972/1973 | Bayerische Einzelmeisterschaft                     | Dameneinzel | 1     | Anke Betz (MTV München 1879) |
| 1973/1974 | Deutsche Einzelmeisterschaft                       | Mixed       | 2     | Karl-Heinz Garbers / Anke Betz (1. BV Mülheim / MTV 1879 München)                                                                         |
| 1973/1974 | Bayerische Einzelmeisterschaft                     | Dameneinzel | 1     | Anke Betz (MTV München 1879) |
| 1973/1974 | Süddeutsche Einzelmeisterschaft                    | Dameneinzel | 1     | Anke Betz (MTV München 1879) |
| 1973/1974 | Süddeutsche Einzelmeisterschaft                    | Mixed       | 1     | Franz Beinvogl / Anke Betz (MTV München 1879)                                                                                             |
| 1974      | Czechoslovakian International                      | Mixed       | 1     | Franz Beinvogl / Anke Betz |
| 1974      | Austrian International                             | Damendoppel | 1     | Anke Betz / K. Kistler |
| 1974      | Austrian International                             | Dameneinzel | 2     | Anke Betz |
| 1974      | Austrian International                             | Mixed       | 2     | Franz Beinvogl / Anke Betz |
| 1974/1975 | Süddeutsche Einzelmeisterschaft                    | Mixed       | 1     | Beinvogl / Anke Betz (MTV München 1879)                                                                                                   |
| 1974/1975 | Süddeutsche Einzelmeisterschaft                    | Damendoppel | 1     | Anke Betz / Feser (MTV München 1879) |
| 1974/1975 | Süddeutsche Einzelmeisterschaft                    | Dameneinzel | 1     | Anke Betz (MTV München 1879) |
| 1975      | Austrian International                             | Damendoppel | 1     | Anke Betz / Christa Feser |
| 1975/1976 | Süddeutsche Einzelmeisterschaft                    | Damendoppel | 1     | Anke Betz / Feser (MTV München 1879) |
| 1975/1976 | Bayerische Einzelmeisterschaft                     | Dameneinzel | 1     | Anke Betz (MTV München 1879) |
| 1978/1979 | Bayerische Einzelmeisterschaft                     | Dameneinzel | 1     | Anke Betz (MTV München 1879) |